# Система APG I
Система APG I — таксономічна система класифікації квіткових рослин, розроблена «Групою філогенії покритонасінних» (Angiosperm Phylogeny Group, APG) і опублікована у 1998 році в журналі «Annals of the Missouri Botanical Garden» в статті «An ordinal classification for the families of flowering plants».

## Загальна інформація
Система відрізняється від попередніх систем класифікації квіткових рослин в першу чергу тим, що в своїй основі базується не на інтегральних принципах докази родинних зв'язків між таксонами, а на кладистичному аналізі ДНК — послідовностей трьох генів — двох генів хлоропластів і одного гена, що кодує рибосоми. Показово, що склад груп, виділених в результаті молекулярних досліджень, підтверджується результатами досліджень, заснованих і на інших принципах; так, наприклад, морфологічний аналіз пилку підтверджує велику різниця між групою, що зветься в новій системі «eudicots», і іншими таксонами, що раніше відносились до дводольних рослин.
Деякі давно встановлені родини в системі розділені, інші ж родини, навпаки, об'єднані.
Основні розробники Системи — учасники «Групи філогенії покритонасінних» Корі Бремер (Kåre Bremer, Факультет систематики рослин, Упсальський університет, Швеція), Марк Чейз (Mark W. Chase,Jodrell Laboratory, Королівські ботанічні сади К'ю, Велика Британія) і Пітер Стівенс (Peter F. Stevens, Harvard University Herbaria, Гарвардський університет, США). Певний внесок у розробку Системи внесли також Arne A. Anderberg, Anders Backlund, Birgitta Bremer, Barbara G. Briggs, Peter K . Endress, Michael F. Fay, Peter Goldblatt, Mats HG Gustafsson, Sara B. Hoot, Walter S. Judd, Mari Källersjö, Elizabeth A. Kellogg, Kathleen A. Kron, Donald H. Les, Cynthia M. Morton, Daniel L. Nickrent, Richard G. Olmstead, Robert A. Price, Christopher J. Quinn, James E. Rodman, Paula J. Rudall, Vincent Savolainen , Douglas E. Soltis, Pamela S. Soltis, Kenneth J. Sytsma, Mats Thulin.
На зміну Системі APG в 2003 році прийшла Система APG II, в 2009 році — Система APG III, в 2016 році — Система APG IV.

## Групи
Згідно даної класифікації покритонасінні поділяються на 462 родини та 40 порядків.
- клада Покритонасінні (angiosperms)
родина Amborellaceae
родина Austrobaileyaceae
родина Canellaceae
родина Chloranthaceae
родина Hydnoraceae
родина Illiciaceae
родина Лататтєві (Nymphaeaceae) [+ родина Cabombaceae]
родина Rafflesiaceae
родина Schisandraceae
родина Trimeniaceae
родина Winteraceae
порядок Ceratophyllales
родина Ceratophyllaceae
порядок Лавроцвіті (Laurales)
родина Atherospermataceae
родина Calycanthaceae
родина Gomortegaceae
родина Hernandiaceae
родина Лаврові (Lauraceae)
родина Monimiaceae
родина Siparunaceae
порядок Магнолієцвіті (Magnoliales)
родина Annonaceae
родина Degeneriaceae
родина Eupomatiaceae
родина Himantandraceae
родина Магнолієві (Magnoliaceae)
родина Myristicaceae
порядок Перцевоцвіті (Piperales)
родина Хвилівникові (Aristolochiaceae)
родина Lactoridaceae
родина Перцеві (Piperaceae)
родина Saururaceae
клада Монокоти (monocots)
родина Corsiaceae
родина Japonoliriaceae
родина Nartheciaceae
родина Petrosaviaceae
родина Triuridaceae
порядок Аїроцвіті (Acorales)
родина Аїрові (Acoraceae)
порядок Частухоцвіті (Alismatales)
родина Частухові (Alismataceae)
родина Aponogetonaceae
родина Ароїдні (Araceae)
родина Butomaceae
родина Cymodoceaceae
родина Водокрасові (Hydrocharitaceae)
родина Тризубцеві (Juncaginaceae)
родина Limnocharitaceae
родина Posidoniaceae
родина Рдесникові (Potamogetonaceae)
родина Рупієві (Ruppiaceae)
родина Scheuchzeriaceae
родина Тофільдієві (Tofieldiaceae)
родина Камкові (Zosteraceae)
порядок Холодкоцвіті (Asparagales)
родина Agapanthaceae
родина Агавові (Agavaceae)
родина Цибулеві (Alliaceae)
родина Амарилісові (Amaryllidaceae)
родина Anemarrhenaceae
родина Anthericaceae
родина Aphyllanthaceae
родина Холодкові (Asparagaceae)
родина Асфоделові (Asphodelaceae)
родина Asteliaceae
родина Behniaceae
родина Blandfordiaceae
родина Boryaceae
родина Convallariaceae
родина Doryanthaceae
родина Hemerocallidaceae
родина Herreriaceae
родина Hesperocallidaceae
родина Hyacinthaceae
родина Hypoxidaceae
родина Півникові (Iridaceae)
родина Ixioliriaceae
родина Lanariaceae
родина Laxmanniaceae
родина Орхідні (Orchidaceae)
родина Tecophilaeaceae
родина Themidaceae
родина Ксантореєві (Xanthorrhoeaceae)
родина Xeronemataceae
порядок Dioscoreales
родина Burmanniaceae
родина Діоскорейні (Dioscoreaceae)
родина Taccaceae
родина Thismiaceae
родина Trichopodaceae
порядок Лілієцвіті (Liliales)
родина Альстремерієві (Alstroemeriaceae)
родина Campynemataceae
родина Пізньоцвітові (Colchicaceae)
родина Лілійні (Liliaceae)
родина Luzuriagaceae
родина Мелантієві (Melanthiaceae)
родина Філезієві (Philesiaceae)
родина Ripogonaceae
родина Смілаксові (Smilacaceae)
порядок Панданоцвіті (Pandanales)
родина Cyclanthaceae
родина Pandanaceae
родина Stemonaceae
родина Velloziaceae
clade commelinoids
родина Abolbodaceae
родина Бромелієві (Bromeliaceae)
родина Dasypogonaceae
родина Hanguanaceae
родина Mayacaceae
родина Rapateaceae
порядок Пальмоцвіті (Arecales)
родина Пальмові (Arecaceae)
порядок Commelinales
родина Commelinaceae
родина Haemodoraceae
родина Philydraceae
родина Pontederiaceae
порядок Тонконогоцвіті (Poales)
родина Anarthriaceae
родина Centrolepidaceae
родина Осокові (Cyperaceae)
родина Ecdeiocoleaceae
родина Eriocaulaceae
родина Flagellariaceae
родина Hydatellaceae
родина Joinvilleaceae
родина Ситникові (Juncaceae)
родина Тонконогові (Poaceae)
родина Prioniaceae
родина Restionaceae
родина Sparganiaceae
родина Thurniaceae
родина Рогозові (Typhaceae)
родина Xyridaceae
порядок Імбироцвіті (Zingiberales)
родина Cannaceae
родина Costaceae
родина Геліконієві (Heliconiaceae)
родина Lowiaceae
родина Marantaceae
родина Бананові (Musaceae)
родина Strelitziaceae
родина Імбирні (Zingiberaceae)
клада Евдикоти (eudicots)
родина Buxaceae
родина Didymelaceae
родина Sabiaceae
родина Trochodendraceae [+ родина Tetracentraceae]
порядок Proteales
родина Nelumbonaceae
родина Platanaceae
родина Proteaceae
порядок Жовтецевоцвіті (Ranunculales)
родина Барбарисові (Berberidaceae)
родина Circaeasteraceae [+ родина Kingdoniaceae]
родина Eupteleaceae
родина Lardizabalaceae
родина Menispermaceae
родина Макові (Papaveraceae) [+ родина Руткові (Fumariaceae) and родина Pteridophyllaceae]
родина Жовтецеві (Ranunculaceae)
клада Основні евдикоти
родина Аекстоксіконові (Aextoxicaceae)
родина Berberidopsidaceae
родина Dilleniaceae
родина Gunneraceae
родина Myrothamnaceae
родина Виноградові (Vitaceae)
порядок Гвоздикоцвіті (Caryophyllales)
родина Achatocarpaceae
родина Аїзові (Aizoaceae)
родина Амарантові (Amaranthaceae)
родина Ancistrocladaceae
родина Asteropeiaceae
родина Basellaceae
родина Кактусові (Cactaceae)
родина Гвоздичні (Caryophyllaceae)
родина Дідієрієві (Didiereaceae)
родина Dioncophyllaceae
родина Росичкові (Droseraceae)
родина Росолисті (Drosophyllaceae)
родина Франкенієві (Frankeniaceae)
родина Molluginaceae
родина Непентесові (Nepenthaceae)
родина Ніктагінові (Nyctaginaceae)
родина Physenaceae
родина Багринові (Phytolaccaceae)
родина Кермекові (Plumbaginaceae)
родина Гречкові (Polygonaceae)
родина Портулакові (Portulacaceae)
родина Rhabdodendraceae
родина Sarcobataceae
родина Simmondsiaceae
родина Stegnospermataceae
родина Тамариксові (Tamaricaceae)
порядок Санталоцвіті (Santalales)
родина Олаксові (Olacaceae)
родина Opiliaceae
родина Loranthaceae
родина Misodendraceae
родина Санталові (Santalaceae)
порядок Ломикаменецвіті (Saxifragales)
родина Altingiaceae
родина Cercidiphyllaceae
родина Товстянкові (Crassulaceae)
родина Daphniphyllaceae
родина Агрусові (Grossulariaceae)
родина Столисникові (Haloragaceae)
родина Гамамелісові (Hamamelidaceae)
родина Iteaceae
родина Півонієві (Paeoniaceae)
родина Penthoraceae
родина Pterostemonaceae
родина Ломикаменеві (Saxifragaceae)
родина Tetracarpaeaceae
клада Розиди (rosids)
родина Aphloiaceae
родина Crossosomataceae
родина Ixerbaceae
родина Krameriaceae
родина Picramniaceae
родина Podostemaceae
родина Stachyuraceae
родина Staphyleaceae
родина Tristichaceae
родина Парнолистові (Zygophyllaceae)
порядок Геранієцвіті (Geraniales)
родина Francoaceae
родина Геранієві (Geraniaceae) [+ родина Hypseocharitaceae]
родина Greyiaceae
родина Ledocarpaceae
родина Melianthaceae
родина Vivianiaceae
клада eurosids I
родина Бруслинові (Celastraceae)
родина Huaceae
родина Білозорові (Parnassiaceae) [+ родина Lepuropetalaceae]
родина Stackhousiaceae
порядок Гарбузоцвіті (Cucurbitales)
родина Anisophylleaceae
родина Бегонієві (Begoniaceae)
родина Coriariaceae
родина Corynocarpaceae
родина Гарбузові (Cucurbitaceae)
родина Datiscaceae
родина Tetramelaceae
порядок Бобовоцвіті (Fabales)
родина Бобові (Fabaceae)
родина Китяткові (Polygalaceae)
родина Quillajaceae
родина Surianaceae
порядок Букоцвіті (Fagales)
родина Березові (Betulaceae)
родина Casuarinaceae
родина Букові (Fagaceae)
родина Горіхові (Juglandaceae)
родина Мірикові (Myricaceae)
родина Nothofagaceae
родина Rhoipteleaceae
родина Ticodendraceae
порядок Мальпігієцвіті (Malpighiales)
родина Achariaceae
родина Balanopaceae
родина Caryocaraceae
родина Chrysobalanaceae
родина Клузієві (Clusiaceae)
родина Dichapetalaceae
родина Erythroxylaceae
родина Молочайні (Euphorbiaceae)
родина Euphroniaceae
родина Flacourtiaceae
родина Goupiaceae
родина Hugoniaceae
родина Humiriaceae
родина Звіробійні (Hypericaceae)
родина Irvingiaceae
родина Ixonanthaceae
родина Lacistemaceae
родина Льонові (Linaceae)
родина Malesherbiaceae
родина Мальпігієві (Malpighiaceae)
родина Medusagynaceae
родина Ochnaceae
родина Pandaceae
родина Пасифлорові (Passifloraceae)
родина Putranjivaceae
родина Quiinaceae
родина Rhizophoraceae
родина Вербові (Salicaceae)
родина Scyphostegiaceae
родина Trigoniaceae
родина Turneraceae
родина Фіалкові (Violaceae)
порядок Квасеницецвіті (Oxalidales)
родина Cephalotaceae
родина Connaraceae
родина Cunoniaceae
родина Елеокарпові (Elaeocarpaceae)
родина Квасеницеві (Oxalidaceae)
родина Tremandraceae
порядок Розоцвіті (Rosales)
родина Barbeyaceae
родина Коноплеві (Cannabaceae)
родина Cecropiaceae
родина Celtidaceae
родина Dirachmaceae
родина Маслинкові (Elaeagnaceae)
родина Шовковицеві (Moraceae)
родина Жостерові (Rhamnaceae)
родина Розові (Rosaceae)
родина Ільмові (Ulmaceae)
родина Кропивові (Urticaceae)
клада eurosids II
родина Tapisciaceae
порядок Капустоцвіті (Brassicales)
родина Akaniaceae [+ родина Bretschneideriaceae]
родина Bataceae
родина Капустяні (Brassicaceae)
родина Caricaceae
родина Emblingiaceae
родина Gyrostemonaceae
родина Koeberliniaceae
родина Limnanthaceae
родина Moringaceae
родина Pentadiplandraceae
родина Резедові (Resedaceae)
родина Salvadoraceae
родина Setchellanthaceae
родина Tovariaceae
родина Tropaeolaceae
порядок Мальвоцвіті (Malvales)
родина Bixaceae  [+ родина Diegodendraceae]
родина Ладанникові (Cistaceae)
родина Cochlospermaceae
родина Діптерокарпові (Dipterocarpaceae)
родина Мальвові (Malvaceae)
родина Muntingiaceae
родина Neuradaceae
родина Sarcolaenaceae
родина Sphaerosepalaceae
родина Тимелеєві (Thymelaeaceae)
порядок Миртоцвіті (Myrtales)
родина Alzateaceae
родина Combretaceae
родина Crypteroniaceae
родина Heteropyxidaceae
родина Плакунові (Lythraceae)
родина Меластомові (Melastomataceae)
родина Memecylaceae
родина Миртові (Myrtaceae)
родина Oliniaceae
родина Онагрові (Onagraceae)
родина Penaeaceae
родина Psiloxylaceae
родина Rhynchocalycaceae
родина Vochysiaceae
порядок Сапіндоцвіті (Sapindales)
родина Анакардієві (Anacardiaceae)
родина Biebersteiniaceae
родина Бурзерові (Burseraceae)
родина Kirkiaceae
родина Мелієві (Meliaceae)
родина Nitrariaceae [+ родина Peganaceae]
родина Рутові (Rutaceae)
родина Сапіндові (Sapindaceae)
родина Симарубові (Simaroubaceae)
клада Айстериди (asterids)
порядок Дереноцвіті (Cornales)
родина Деренові (Cornaceae) [+ родина Nyssaceae]
родина Grubbiaceae
родина Hydrangeaceae
родина Hydrostachyaceae
родина Loasaceae
порядок Вересоцвіті (Ericales)
родина Actinidiaceae
родина Бальзамінові (Balsaminaceae)
родина Clethraceae
родина Cyrillaceae
родина Diapensiaceae
родина Ebenaceae
родина Вересові (Ericaceae)
родина Fouquieriaceae
родина Halesiaceae
родина Лецитисові (Lecythidaceae)
родина Marcgraviaceae
родина Мирсінові (Myrsinaceae)
родина Pellicieraceae
родина Polemoniaceae
родина Первоцвітові (Primulaceae)
родина Roridulaceae
родина Сапотові (Sapotaceae)
родина Sarraceniaceae
родина Styracaceae
родина Symplocaceae
родина Ternstroemiaceae
родина Tetrameristaceae
родина Чайні (Theaceae)
родина Theophrastaceae
clade euasterids I
родина Шорстколисті (Boraginaceae)
родина Plocospermataceae
родина Vahliaceae
порядок Garryales
родина Aucubaceae
родина Eucommiaceae
родина Garryaceae
родина Oncothecaceae
порядок Тирличецвіті (Gentianales)
родина Барвінкові (Apocynaceae)
родина Gelsemiaceae
родина Тирличеві (Gentianaceae)
родина Loganiaceae
родина Маренові (Rubiaceae)
порядок Губоцвіті (Lamiales)
родина Акантові (Acanthaceae)
родина Avicenniaceae
родина Біньйонієві (Bignoniaceae)
родина Buddlejaceae
родина Біблісові (Byblidaceae)
родина Cyclocheilaceae
родина Геснерієві (Gesneriaceae)
родина Глухокропивові (Lamiaceae)
родина Пухирникові (Lentibulariaceae)
родина Myoporaceae
родина Маслинові (Oleaceae)
родина Павловнієві (Paulowniaceae)
родина Pedaliaceae [+ родина Martyniaceae]
родина Фримові (Phrymaceae)
родина Подорожникові (Plantaginaceae)
родина Schlegeliaceae
родина Ранникові (Scrophulariaceae)
родина Stilbaceae
родина Tetrachondraceae
родина Вербенові (Verbenaceae)
порядок Пасльоноцвіті (Solanales)
родина Берізкові (Convolvulaceae)
родина Hydroleaceae
родина Montiniaceae
родина Пасльонові (Solanaceae)
родина Spenocleaceae
клада euasterids II
родина Адоксові (Adoxaceae)
родина Bruniaceae
родина Carlemanniaceae
родина Columelliaceae [+ родина Desfontainiaceae]
родина Eremosynaceae
родина Escalloniaceae
родина Icacinaceae
родина Polyosmaceae
родина Sphenostemonaceae
родина Tribelaceae
порядок Аралієцвіті (Apiales)
родина Окружкові (Apiaceae)
родина Аралієві (Araliaceae)
родина Aralidiaceae
родина Griseliniaceae
родина Melanophyllaceae
родина Pittosporaceae
родина Torricelliaceae
порядок Aquifoliales
родина Aquifoliaceae
родина Helwingiaceae
родина Phyllonomaceae
порядок Айстроцвіті (Asterales)
родина Alseuosmiaceae
родина Argyrophyllaceae
родина Айстрові (Asteraceae)
родина Calyceraceae
родина Дзвоникові (Campanulaceae) [+ родина Lobeliaceae]
родина Carpodetaceae
родина Donatiaceae
родина Goodeniaceae
родина Бобівникові (Menyanthaceae)
родина Pentaphragmataceae
родина Phellinaceae
родина Rousseaceae
родина Stylidiaceae
порядок Черсакоцвіті (Dipsacales)
родина Жимолостеві (Caprifoliaceae)
родина Diervillaceae
родина Dipsacaceae
родина Linnaeaceae
родина Morinaceae
родина Valerianaceae

- Родини нез'ясованого положення:
родина Balanophoraceae
родина Bonnetiaceae
родина Cardiopteridaceae
родина Ctenolophonaceae
родина Cynomoriaceae
родина Cytinaceae
родина Dipentodontaceae
родина Elatinaceae
родина Geissolomataceae
родина Hoplestigmataceae
родина Kaliphoraceae
родина Lepidobotryaceae
родина Lissocarpaceae
родина Lophopyxidaceae
родина Medusandraceae
родина Mettenusiaceae
родина Mitrastemonaceae
родина Paracryphiaceae
родина Pentaphylacaceae
родина Peridiscaceae
родина Plagiopteraceae
родина Pottingeriaceae
родина Sladeniaceae
родина Strasburgeriaceae
родина Tepuianthaceae